# Caracău-Viadukt
Das Caracău-Viadukt (auch Karako-Talbrücke, rumänisch Viaductul Caracău, ungarisch Karakó völgyhid) ist eine Eisenbahnbrücke in dem rumänischichen Kreis Harghita im östlichen Siebenbürgen im Zuge der Bahnstrecke Sfântu Gheorghe–Siculeni–Adjud, die im Ciumani-Tunnel auf 1012 m Höhe den Hauptkamm der Ostkarpaten unterquert. Das Viadukt steht zwischen den Stationen Caracău (Streckenkilometer 134) und Livezi Ciuc (km 130,94).
Das Caracău-Viadukt gilt als die größte Betonbogenbrücke Rumäniens.

## Vorgeschichte
Im 19. Jahrhundert gehörte Siebenbürgen zu Österreich-Ungarn. Auf der damals Székler-Eisenbahn genannten Strecke verlief die Grenze zu Rumänien östlich des Hauptkammes der Ostkarpaten bei Ghimeș (ungarisch Gyimesbükk). Das Viadukt westlich des Hauptkammes gehörte daher zu dem  von den Königlich Ungarischen Staatsbahnen (MÁV) gebauten Streckenabschnitt von Sfântu Gheorghe / Sepsiszentgyörgy / Sankt Georgen über Miercurea Ciuc / Csíkszereda / Szeklerburg und Siculeni / Madéfalva nach Ghimeș / Gyimesbükk.

## Fachwerkbrücke (1897)

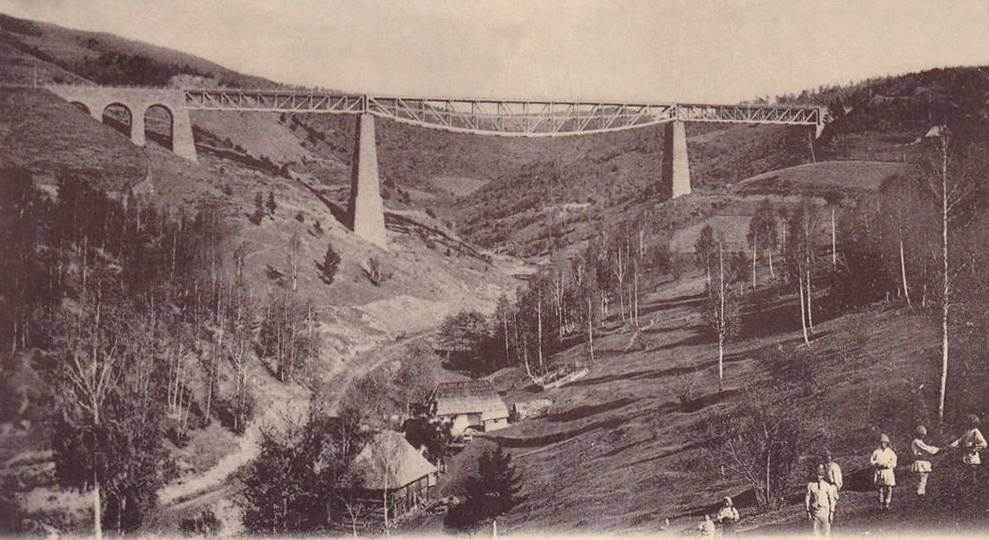
Das erste Caracău-Viadukt 1903

Das erste Viadukt über das Caracău-Tal war eine von Ingenieuren der MÁV geplante und zwischen 1895 und 1897 gebaute stählerne Fachwerkbrücke mit einem 102,22 m langen Fischbauchträger über der Hauptöffnung und zwei 51,36 m langen parallelgurtigen Fachwerkträgern über den Seitenöffnungen. Der Anschluss an die Gleisstrecke wurde durch einen bzw. drei steinerne Rundbögen mit 8 m weiten Öffnungen hergestellt. Die beiden Pfeiler waren ebenfalls aus Naturstein, der aus Steinbrüchen in der Nähe der Brücke kam. Die Maurerarbeiten wurden von italienischen Wanderarbeitern in den Monaten April bis Oktober 1896 ausgeführt. Die Montage der Stahlträger erfolgte innerhalb von 72 Tagen und war im Dezember 1876 abgeschlossen. Die Gleise verliefen in 64 m Höhe über dem Talboden.

## Behelfsbrücke (1917)

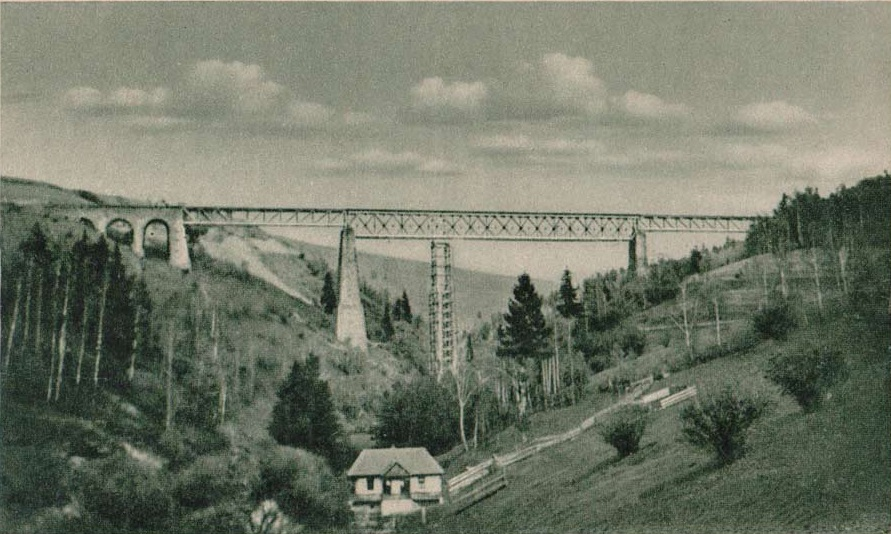
Behelfsbrücke über der Hauptöffnung 1917

Rumänien war im Ersten Weltkrieg anfänglich eher den Mittelmächten zugeneigt, faktisch aber neutral. 1916 trat es jedoch auf Seiten der Entente in den Krieg ein. Um den Einmarsch der rumänischen Truppen zu verzögern, sprengten ungarische Truppen mehrere Brücken auf der Bahnstrecke, so vor allem den Hauptträger des Viadukts über das Caracău-Tal.
Nach der Gegenoffensive der Mittelmächte musste die für den Nachschub wichtige Brücke wieder hergestellt werden. Man plante eine Behelfsbrücke mit Roth-Waagner-Brückengerät. In der 102 m weiten Hauptöffnung sollten zwei 60 m hohe Pfeiler aus Roth-Waagner-Elementen aufgestellt und mit Roth-Waagner-Trägern überbrückt werden. Beim Aufstellen des ersten Pfeilers merkte man, dass der Untergrund für den zweiten Pfeiler nicht genügend tragfähig war. Deshalb verstärkte man den einen Pfeiler und montierte über den nun zwei Öffnungen zweistöckige verschraubte Roth-Waagner-Träger von 69 m und rund 30 m Länge im Freivorbau. Die Baumaßnahme begann am 8. Dezember 1916 und war trotz des harten Winters am 27. März 1917 abgeschlossen. Insgesamt wurden dabei 840 t Stahl verbaut.
Wie auch in anderen Fällen wurde die Roth-Waagner-Behelfsbrücke mit ihren Schraubverbindungen nach dem Krieg nicht durch eine genietete Konstruktion ersetzt. Sie tat Dienst, bis sie 1944 im Zweiten Weltkrieg durch deutsche Truppen auf dem Rückzug vor der Roten Armee gesprengt und vollkommen zerstört wurde.

## Behelfsbrücke (1945)

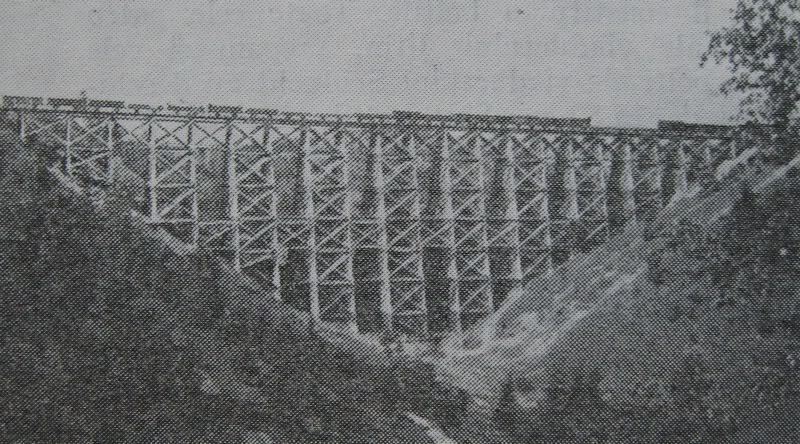
Holz-Trestle-Brücke 1945

Unmittelbar nach dem Rückzug der Wehrmacht bauten die Rumänen innerhalb von 70 Tagen ein den ganzen Taleinschnitt ausfüllendes hölzernes Gerüstpfeilerviadukt, auf dem der Verkehr schon am 12. Februar 1945 wieder aufgenommen werden konnte.

## Betonbogenbrücke (1946)
Zur gleichen Zeit wurde eine dauerhafte Brücke ausgeschrieben. Den Zuschlag erhielt eine 264 lange Bogenbrücke. Die Bauarbeiten dauerten ein Jahr und zwei Monate und wurden am 12. Juli 1946 abgeschlossen.
Der Stahlbetonbogen hat eine Stützweite von 100 m. Er ist am Scheitel 6,5 m und an den Kämpfern 10,0 m breit. Der Bogen hat einen Hohlquerschnitt; seine Bauhöhe beträgt 2,5 m am Scheitel und nimmt bis auf 4,8 m an den Kämpfern zu. Der Gleisträger ist durch Reihen von jeweils vier schmalen Stützen aufgeständert, die in regelmäßigen Abständen durch Längs- und Quertraversen versteift sind. Die Brücke ist für zwei Gleise ausgelegt, hat aber immer nur ein Gleis gehabt. Bei Sanierungsarbeiten in den neunziger Jahren wurde das Gleis in die Mitte gelegt.
Das Viadukt hat das Erdbeben von 1977 unbeschadet überstanden.